# J. Melville Broughton

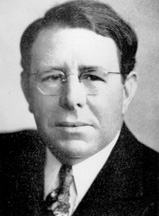
J. Melville Broughton

Joseph Melville Broughton (* 17. November 1888 in Raleigh, North Carolina; † 6. März 1949 in Washington, D.C.) war ein US-amerikanischer Politiker und der 60. Gouverneur von North Carolina. Diesen Bundesstaat vertrat er außerdem im US-Senat.

## Frühe Jahre und politischer Aufstieg
Melville Broughton besuchte nach der Grundschule die Hugh Morson Academy. Anschließend studierte er an der Harvard University Jura. Zwischenzeitlich arbeitete er als Lehrer und als Zeitungsreporter. Nach Abschluss seines Studiums und seiner 1914 erfolgten Zulassung als Anwalt eröffnete er in Raleigh eine Kanzlei. Seine politische Laufbahn begann 1927, als er für zwei Jahre in den Senat von North Carolina gewählt wurde. 1936 war er einer der Wahlmänner von Franklin D. Roosevelt. Bei der Gouverneurswahl des Jahres 1940 in North Carolina setzte er sich als demokratischer Kandidat mit 75,7 Prozent der Stimmen deutlich gegen den Republikaner Robert H. McNeill durch.

## Gouverneur von North Carolina
Seine Amtszeit begann am 9. Januar 1941 und endete vier Jahre später am 4. Januar 1945. In dieser Zeit setzte er sich für Verbesserungen im Schulwesen und der Gesundheitsvorsorge sowie ein besseres Rentensystem für Lehrer und die Staatsbeamten ein. Außerdem wurde das Budget für öffentliche Büchereien erhöht. Überschattet wurde seine Amtszeit durch den Kriegseintritt der Vereinigten Staaten in den Zweiten Weltkrieg infolge des japanischen Angriffs auf Pearl Harbor am 7. Dezember 1941. Das erforderte auch in North Carolina eine Umstellung der industriellen Produktion zur Anpassung an die Bedürfnisse des Krieges und der Rüstung und führte, wie in anderen Staaten auch, zu einem wirtschaftlichen Aufschwung. Auch hier gab es die Schattenseite, dass viele junge Männer als Soldaten an allen Fronten eingesetzt wurden und auch starben. Broughtons Amtszeit endete noch vor dem Ende des Krieges.

## Weitere Karriere
Auch nach Ablauf seiner Amtszeit blieb Broughton politisch aktiv. Im November 1948 wurde er in den US-Senat gewählt, nachdem er sich in der Primary seiner Partei gegen Amtsinhaber William B. Umstead durchgesetzt hatte. Dieses Mandat konnte er jedoch nur bis zu seinem Tod im März 1949 ausüben. Er war mit Alice Harper Wilson verheiratet, das Paar hatte vier Kinder.